# Climat du Malawi
Cet article court présente un sujet plus développé dans : Géographie du Malawi.
Le climat du Malawi est essentiellement tropical, mais fortement influencé par la présence du lac Malawi et le relief.
La saison des pluies dure de novembre jusqu’en avril. De mai à octobre, les précipitations deviennent très rares. D’octobre à mai, le climat est chaud et humide le long de la côte du lac, ainsi que dans la vallée de la Shire et dans la zone de Lilongwe ; l’humidité dans le reste du pays est plus faible. Les températures sont fortement influencées par l'altitude. Les extrêmes en matière de températures moyennes sont 28 °C et 10 °C sur les plateaux et 32 °C et 14 °C dans les plaines de la vallée du Grand Rift. Les températures les plus hautes sont constatées en octobre-novembre et les plus basses en juin-juillet.